# Lịch thiên văn
Lịch thiên văn là một bảng cho biết vị trí các thiên thể trên bầu trời theo thời gian. Các thiên thể có thể gồm Mặt Trời, Mặt Trăng, các hành tinh và các vệ tinh tự nhiên của chúng. Vị trí có thể được cho theo hệ tọa độ Đề các như trong hệ tọa độ hoàng đạo hay theo xích kinh độ và xích vĩ độ trong hệ tọa độ xích đạo.
Năm 1554, Johannes Stadius xuất bản quyển Ephemerides novae at auctae với ý định ghi lại chính xác vị trí của các hành tinh. Nỗ lực này không hoàn toàn thành công, chứa nhiều lỗi tuần hoàn, đặc biệt là việc xác định vị trí Sao Thủy sai đến cỡ chục độ.
Ngày nay, các lịch thiên văn có thể được tính tự động từ các phần mềm thiên văn chuyên dụng với độ chính xác cao trong quá khứ và độ chính xác chấp nhận được cho đa số bài toán trong tương lai gần. Độ chính xác trong tương lai phụ thuộc vào độ chính xác của tính toán cơ học thiên thể. Các yếu tố ngẫu nhiên có thể ảnh hưởng là sự nhiễu loạn hấp dẫn lên chuyển động của các hành tinh bởi các tiểu hành tinh; đa số các tiểu hành tinh có khối lượng chưa được biết chính xác, do đó các hiệu ứng hấp dẫn do chúng gây ra khó ước đoán trước.
Lịch thiên văn cho các thiên thể trong hệ Mặt Trời quan trọng cho nhiều quan sát thiên văn có liên quan đến các thiên thể này và cho tính toán quỹ đạo của tàu vũ trụ. Ngoài các quan sát thiên văn trực tiếp với Mặt Trời, Mặt Trăng và các thiên thể, hầu hết các quan sát thiên văn khác đều phải tính đến chuyển động của các thiên thể trong hệ Mặt Trời, vì chúng có ảnh hưởng quan trọng nếu đi vào tầm quan sát.
Các lịch thiên văn cũng có thể chứa nhiều thông tin có thể có ích khác cho quan sát, như lịch nhật thực và nguyệt thực, các pha của Mặt Trăng, vị trí các thiên thể nhỏ bé. Đặc biệt, các phần mềm có công cụ chuyển đổi hệ quy chiếu.